# Losar

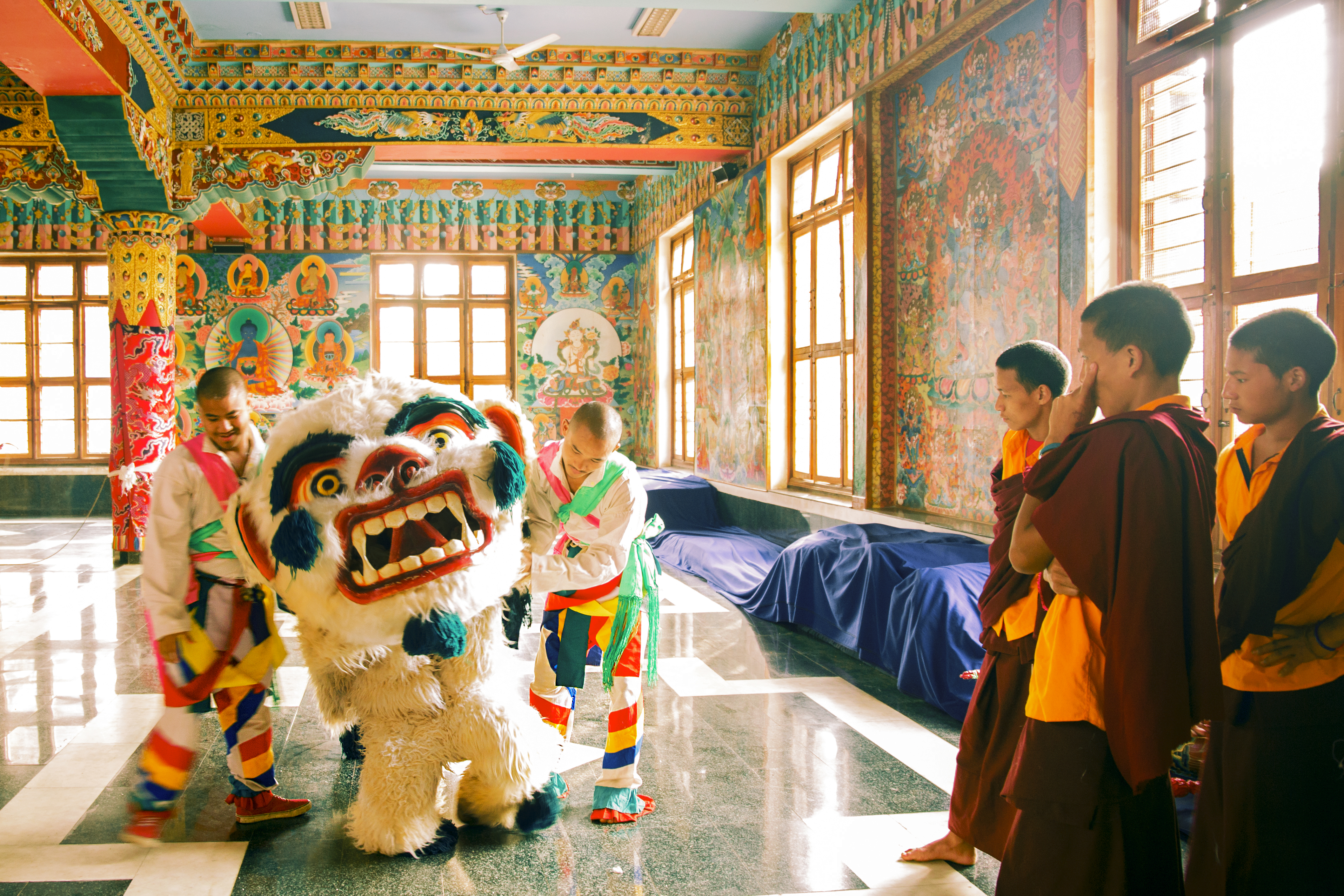
Příprava mnichů na kulturní program v rámci oslav tibetského Nového roku Losar

Losar (tibetsky: ལོ་གསར་; Wylieho transliterace: lo gsar) je tibetský pojem pro „Nový rok“. Losar je asi nejvýznamnější z tibetských svátků vůbec. Slaví se 15 dní, většinou v únoru, přičemž hlavní slavnosti probíhají první tři dny, během nichž se pije čang apod. Losar někdy vyjde na stejný den jako čínský Nový rok, avšak tato spojitost je jen náhodná. Naproti tomu mongolský Nový rok Cagán sar či korejský Nový rok často vychází na stejnou dobu s Losarem, jelikož mongolský i korejský kalendář je stejně jako tibetský kalendář lunisolární.
Losar je též počátek nového roku v Bhútánu.

## Historie
Losar se v Tibetu slavil ještě dříve, než byl do Tibetu zanesen buddhismus. Jeho počátky tak lze hledat v bönu, tedy v náboženství, které bylo v Tibetu rozšířeno před buddhismem. Tehdy se každou zimu konal obřad, při kterém se spalovalo velké množství kadidla, aby se uspokojili duchové. Poté, co se v Tibetu začal šířit buddhismus, se Losar přetvořil do podoby, jež známe dnes.

## Data slavení
Tibetský kalendář je lunosolární. Losar je pak slaven zejména první tři dny prvního lunárního měsíce; následující tabulka ukazuje, kdy byl Losar slaven v minulosti i kdy bude slaven v budoucnu.
| Greg. kalendář | Tib. kalendář | Losar*                | prvek a zvíře                        |
| -------------- | ------------- | --------------------- | ------------------------------------ |
| 2000           | 2127          | 5. února – 7. února   | mužský rok železného draka           |
| 2001           | 2128          | 24. ledna – 26. ledna | ženský rok železného hada            |
| 2002           | 2129          | 12. února – 14. února | mužský rok vodního koně              |
| 2003           | 2130          | 1. ledna – 3. ledna   | ženský rok vodní ovce (kozy)         |
| 2004           | 2131          | 22. ledna – 24. ledna | mužský rok dřevěné opice             |
| 2005           | 2132          | 9. února – 1. února   | ženský rok dřevěného ptáka (kohouta) |
| 2006           | 2133          | 30. ledna – 1. února  | mužský rok ohnivého psa              |
| 2007           | 2134          | 18. února – 20. února | ženský rok ohnivého prasete (vepře)  |
| 2008           | 2135          | 8. února – 10. února  | mužský rok zemní krysy               |
| 2009           | 2136          | 27. ledna – 29. ledna | ženský rok zemního buvola (vola)     |
| 2010           | 2137          | 14. února – 16. února | mužský rok kovového tigra            |
| 2011           | 2138          | 5. března – 7. března | ženský rok kovového zajíce (králíka) |
| 2012           | 2139          | 22. února – 24. února | mužský rok vodního draka             |
| 2013           | 2140          | 11. února – 13. února | ženský rok vodního hada              |
| 2014           | 2141          | 2. březen             | mužský rok dřevěného koně            |
| 2015           | 2142          | 18. února – 19. února | ženský rok dřevěné ovce              |
| 2016           | 2143          | 9. února              | mužský rok ohnivé opice              |
| 2017           | 2144          | 11. února             | ženský rok ohnivého kohouta          |
| 2018           | 2145          | 2. března             | mužský rok zemního psa               |
| 2019           | 2146          | 20. února             | ženský rok zemního prasete           |
| 2020           | 2147          | 9. února              | mužský rok kovové krysy              |
| 2021           | 2148          | 27. února             | ženský rok zemního buvola            |
| 2022           | 2149          | 17. února             | mužský rok vodního tigra             |
| 2023           | 2150          | 6. února              | ženský rok vodního králíka           |
| 2024           | 2151          | 10. února             | mužský rok dřevěného draka           |
| 2025           | 2152          | 28. února             | ženský rok dřevěného hada            |